# كين رووي
كين رووي (بالإنجليزية: Ken Rowe)‏ هو لاعب كرة قاعدة أمريكي، ولد في 31 ديسمبر 1933 في فيرندال في الولايات المتحدة، وتوفي في 22 نوفمبر 2012 في دالاس في الولايات المتحدة بسبب ذات الرئة.

## وصلات خارجية
- كين رووي على موقعبيزبول رفرنس.كوم (الدوري الرئيسي) (الإنجليزية)
- كين رووي على موقعبيزبول رفرنس.كوم (الدوري الثانوي) (الإنجليزية)
- كين رووي على موقع مشجعي الرسوم البيانية (الإنجليزية)